# Richard Day
 (juin 2025).
Pour les articles homonymes, voir Day.
Richard Day est un chef décorateur canadien, né le 9 mai 1896 à Victoria (Colombie-Britannique), mort le 23 mai 1972  à Hollywood.

## Biographie
Richard Day a fait toute sa carrière aux États-Unis, où il a travaillé sur plus de 250 films, de 1923 à 1970, et a remporté sept Oscars.

## Filmographie partielle

### Années 1920
- 1922 : Folies de femmes, d'Erich von Stroheim
- 1923 : Merry-Go-Round
- 1924 : Les Rapaces (Greed), d'Erich von Stroheim
- 1925 : La Veuve joyeuse (The Merry Widow), d'Erich von Stroheim
- 1925 : Bright Lights
- 1925 : His Secretary
- 1926 : Beverly of Graustark
- 1926 : Joe Termini the Somnolent Melodist
- 1927 : Adam and Evil
- 1927 : L'Ennemie (The Enemy) de Fred Niblo
- 1927 : L'Homme de la nuit (After Midnight) de Monta Bell
- 1927 : Le Prince étudiant (The Student Prince in Old Heidelberg)
- 1927 : Le Chevalier pirate (The Road to Romance) de John S. Robertson
- 1928 : Wickedness Preferred (en)
- 1928 : À l'ouest de Zanzibar (West of Zanzibar)
- 1928 : La Symphonie nuptiale (The Wedding March)
- 1929 : Hollywood chante et danse (The Hollywood Revue of 1929)

### Années 1930
- 1930 : Whoopee!
- 1930 : The Devil to Pay!
- 1931 : One Heavenly Night
- 1931 : Indiscret (Indiscreet)
- 1931 : Palmy Days
- 1931 : Scène de la rue (Street Scene), de King Vidor
- 1932 : Cock of the Air (en) de Tom Buckingham
- 1932 : Rain
- 1932 : Kid d'Espagne (The Kid from Spain)
- 1933 : Hallelujah I'm a Bum
- 1933 : Secrets
- 1933 : The Masquerader
- 1933 : Les Faubourgs de New York (The Bowery)
- 1933 : Broadway Through a Keyhole
- 1933 : Conseils aux cœurs brisés (Advice to the Lovelorn)
- 1933 : Roman Scandals
- 1934 : Moulin rouge
- 1934 : Nana
- 1934 : The House of Rothschild
- 1934 : Tempête sur la ligne (Looking for Trouble) de William A. Wellman
- 1934 : The Last Gentleman
- 1934 : Born to Be Bad
- 1934 : Le Retour de Bulldog Drummond (Bulldog Drummond Strikes Back)
- 1934 : The Affairs of Cellini
- 1934 : Résurrection (We Live Again)
- 1934 : Kid Millions
- 1934 : Le Grand Barnum (The Mighty Barnum) de Walter Lang
- 1935 : Le Conquérant des Indes (Clive of India)
- 1935 : Folies Bergère de Paris
- 1935 : The Wedding Night
- 1935 : Les Misérables
- 1935 : Cardinal Richelieu
- 1935 : L'Appel de la forêt (The Call of the Wild)
- 1935 : L'Ange des ténèbres (The Dark Angel)
- 1935 : Ville sans loi (Barbary Coast)
- 1935 : Splendor
- 1936 : Strike Me Pink
- 1936 : Ils étaient trois (These Three)
- 1936 : Folies-Bergère
- 1936 : One Rainy Afternoon de Rowland V. Lee
- 1936 : Jeunesse perdue (Dodsworth) de William Wyler
- 1936 : The Gay Desperado
- 1936 : Le Vandale (Come and Get It)
- 1936 : L'Ennemie bien-aimée (Beloved Enemy) de H.C. Potter
- 1937 : Woman Chases Man
- 1937 : Stella Dallas
- 1937 : Rue sans issue (Dead End)
- 1937 : The Hurricane
- 1938 : Les Aventures de Marco Polo (The Adventures of Marco Polo)
- 1938 : Madame et son cowboy (The Cowboy and the Lady)
- 1938 : Charlie Chan in Honolulu
- 1939 : Wife, Husband and Friend (en)
- 1939 : Le Chien des Baskerville  (The Hound of the Baskervilles)
- 1939 : Et la parole fut... (The Story of Alexander Graham Bell)
- 1939 : Monsieur Moto en péril (Mr. Moto in Danger Island)
- 1939 : Chasing Danger
- 1939 : Rose de Broadway (Rose of Washington Square)
- 1939 : The Gorilla
- 1939 : Vers sa destinée (Young Mr. Lincoln)
- 1939 : Charlie Chan à Reno (Charlie Chan in Reno)
- 1939 : The Jones Family in Hollywood
- 1939 : Boy Friend de James Tinling
- 1939 : Susannah of the Mounties
- 1939 : La Fille du nord (Second Fiddle)
- 1939 : Édition de minuit (News Is Made at Night) de Alfred L. Werker
- 1939 : L'Aigle des frontières (Frontier Marshal)
- 1939 : Hôtel pour femmes (Hotel for women)
- 1939 : Chicken Wagon Family
- 1939 : Quick Millions
- 1939 : Charlie Chan at Treasure Island
- 1939 : Les Aventures de Sherlock Holmes (The Adventures of Sherlock Holmes)
- 1939 : Stop, Look and Love (en)
- 1939 : Here I Am a Stranger
- 1939 : The Escape
- 1939 : Hollywood Cavalcade
- 1939 : Pack Up Your Troubles
- 1939 : 20,000 Men a Year
- 1939 : Heaven with a Barbed Wire Fence
- 1939 : Sur la piste des Mohawks (Drums Along the Mohawk)
- 1939 : Charlie Chan in City in Darkness (en)
- 1939 : Too Busy to Work
- 1939 : Dîner d'affaires (Daytime wife)
- 1939 : The Honeymoon's Over
- 1939 : Everything Happens at Night
- 1939 : The Cisco Kid and the Lady (en)
- 1939 : Swanee River

### Années 1940
- 1940 : The Man Who Wouldn't Talk
- 1940 : The Blue Bird
- 1940 : Il épouse sa femme (He Married His Wife)
- 1940 : Les Raisins de la colère (The Grapes of Wrath)
- 1940 : High School, de George Nichols Jr.
- 1940 : Les Révoltés du Clermont (Little Old New York) de Henry King
- 1940 : Charlie Chan in Panama
- 1940 : Johnny Apollo
- 1940 : Viva Cisco Kid
- 1940 : La Rançon de la gloire (Star Dust) de Walter Lang
- 1940 : Shooting High (en)
- 1940 : Charlie Chan's Murder Cruise
- 1940 : Tanya l'aventurière (I Was an Adventuress) de 	Gregory Ratoff
- 1940 : Lillian Russell
- 1940 : On Their Own (en)
- 1940 : Girl in 313
- 1940 : Earthbound
- 1940 : Four Sons
- 1940 : Lucky Cisco Kid (en)
- 1940 : Poings de fer, cœur d'or (Sailor's Lady) d'Allan Dwan
- 1940 : Manhattan Heartbeat
- 1940 : Maryland
- 1940 : The Man I Married
- 1940 : Quai numéro treize (Pier 13)
- 1940 : Girl from Avenue A (en)
- 1940 : Le Retour de Frank James (The Return of Frank James)
- 1940 : Jeunesse (Young People)
- 1940 : The Great Profile
- 1940 : Charlie Chan at the Wax Museum
- 1940 : Public Deb No. 1
- 1940 : The Bride Wore Crutches
- 1940 : Yesterday's Heroes (it)
- 1940 : The Gay Caballero (en)
- 1940 : Sous le ciel d'Argentine (Down Argentine Way)
- 1940 : Le Signe de Zorro (The Mark of Zorro)
- 1940 : Youth Will Be Served (en)
- 1940 : Street of Memories
- 1940 : Adieu Broadway (Tin Pan Alley) de Walter Lang
- 1940 : Charter Pilot
- 1940 : Murder Over New York
- 1940 : Michael Shayne, Private Detective
- 1940 : La Roulotte rouge (Chad Hanna)
- 1941 : Hudson's Bay
- 1941 : Romance of the Rio Grande
- 1941 : Tall, Dark and Handsome
- 1941 : Les Pionniers de la Western Union (Western Union)
- 1941 : Ride, Kelly, Ride (en) de Norman Foster
- 1941 : Golden Hoofs
- 1941 : La Route du tabac (Tobacco Road)
- 1941 : Sleepers West
- 1941 : Dead Men Tell
- 1941 : Scotland Yard
- 1941 : Une nuit à Rio (That Night in Rio)
- 1941 : Ride on Vaquero
- 1941 : The Great American Broadcast
- 1941 : Arènes sanglantes (Blood and Sand)
- 1941 : For Beauty's Sake
- 1941 : Chasse à l'homme (Man Hunt)
- 1941 : Soirs de Miami (Moon Over Miami)
- 1941 : A Very Young Lady
- 1941 : Accent on Love
- 1941 : Charley's Aunt
- 1941 : Dressed to Kill
- 1941 : Charlie Chan in Rio
- 1941 : Tu seras mon mari (Sun Valley Serenade)
- 1941 : La Reine des rebelles (Belle Starr)
- 1941 : We Go Fast
- 1941 : Last of the Duanes
- 1941 : Man at Large
- 1941 : Un Yankee dans la RAF (A Yank in the R.A.F.)
- 1941 : Week-end à la Havane (Week-end in Havana)
- 1941 : Quel pétard ! (Great Guns)
- 1941 : Riders of the Purple Sage de James Tinling
- 1941 : Qu'elle était verte ma vallée (How Green Was My Valley)
- 1941 : Qui a tué Vicky Lynn? (I Wake Up Screaming)
- 1941 : L'Étang tragique (Swamp Water)
- 1941 : Confirm or Deny
- 1941 : Marry the Boss's Daughter
- 1941 : Cadet Girl
- 1941 : Scandale à Honolulu (en) (The Perfect Snob) de Ray McCarey
- 1941 : Adieu jeunesse (Remember the Day)
- 1942 : Blue, White and Perfect
- 1942 : A Gentleman at Heart
- 1942 : Le Chevalier de la vengeance (Son of Fury: The Story of Benjamin Blake)
- 1942 : Castle in the Desert
- 1942 : Filles des îles (Song of the Islands)
- 1942 : La Folle Histoire de Roxie Hart (Roxie Hart)
- 1942 : Les Rivages de Tripoli (To the Shores of Tripoli)
- 1942 : Secret Agent of Japan
- 1942 : Lone Star Ranger de James Tinling
- 1942 : Qui perd gagne (Rings on Her Fingers)
- 1942 : Who Is Hope Schuyler?
- 1942 : The Man Who Wouldn't Die
- 1942 : La Péniche de l'amour (Moontide)
- 1942 : Sundown Jim de James Tinling
- 1942 : Mon amie Sally (My Gal Sal)
- 1942 : Âmes rebelles (This Above All)
- 1942 : Whispering Ghosts (en) d'Alfred L. Werker
- 1942 : It Happened in Flatbush
- 1942 : Ten Gentlemen from West Point
- 1942 : Thru Different Eyes (en)
- 1942 : The Magnificent Dope
- 1942 : The Postman Didn't Ring
- 1942 : Little Tokyo, U.S.A. (en)
- 1942 : The Pied Piper
- 1942 : Swing au cœur (Footlight Serenade)
- 1942 : Six destins (Tales of Manhattan)
- 1942 : Fantômes déchaînés (A-Haunting We Will Go)
- 1942 : Careful, Soft Shoulder
- 1942 : Iceland
- 1942 : Correspondant de guerre (Berlin Correspondent)
- 1942 : The Loves of Edgar Allan Poe
- 1942 : Just Off Broadway
- 1942 : Ce que femme veut (Orchestra Wives)
- 1942 : The Man in the Trunk
- 1942 : Manila Calling (en)
- 1942 : Girl Trouble
- 1942 : Dr. Renault's Secret
- 1942 : Pilotes de chasse (Thunder Birds)
- 1942 : Ivresse de printemps (Springtime in the Rockies) de Irving Cummings
- 1942 : That Other Woman
- 1942 : The Undying Monster
- 1942 : Le Cygne noir (The Black Swan)
- 1942 : Life Begins at Eight-Thirty
- 1942 : La Pagode en flammes (China Girl)
- 1942 : Quiet Please: Murder (en)
- 1942 : Time to Kill
- 1943 : Margin for Error
- 1943 : Chetniks
- 1943 : Aventure en Libye (Immortal Sergeant)
- 1943 : The Meanest Man in the World de Sidney Lanfield
- 1943 : Dixie Dugan
- 1943 : Tonight We Raid Calais
- 1943 : He Hired the Boss
- 1943 : Requins d'acier (Crash Dive)
- 1943 : L'Étrange incident (The Ox-Bow Incident)
- 1943 : My Friend Flicka
- 1943 : L'Île aux plaisirs (Coney Island)
- 1946 : Le Fil du rasoir (The Razor's Edge)
- 1947 : Boomerang (Boomerang!)
- 1947 : Miracle sur la 34e rue (Miracle on 34th Street)
- 1947 : La Rose du crime (Moss Rose) de Gregory Ratoff
- 1947 : L'Aventure de madame Muir (The Ghost and Mrs. Muir)
- 1947 : Embrassons-nous (I Wonder Who's Kissing Her Now)
- 1947 : Maman était new-look (Mother Wore Tights)
- 1947 : Capitaine de Castille (Captain from Castile)
- 1948 : Jeanne d'Arc (Joan of Arc)
- 1948 : L'Enfer de la corruption (Force of Evil)
- 1949 : Tête folle (My foolish Heart), de Mark Robson

### Années 1950
- 1950 : Celle de nulle part (Our Very Own)
- 1950 : Edge of Doom
- 1951 : L'Implacable (Cry Danger)
- 1951 : Un tramway nommé Désir (A Streetcar Named Desire)
- 1951 : Face à l'orage (I Want You)
- 1952 : Hans Christian Andersen et la Danseuse (Hans Christian Andersen)
- 1954 : Sur les quais (On the Waterfront)
- 1955 : Producers' Showcase (série TV)
- 1955 : The Sleeping Beauty (TV)
- 1959 : Salomon et la reine de Saba (Solomon and Sheba)

### Années 1960
- 1960 : Exodus
- 1961 : Au bout de la nuit (Something Wild)
- 1964 : Les Cheyennes (Cheyenne Autumn)
- 1964 : Au revoir, Charlie (Goodbye Charlie)
- 1965 : La Plus Grande Histoire jamais contée (The Greatest Story Ever Told)
- 1967 : La Vallée des poupées (Valley of the Dolls)
- 1968 : Fureur à la plage (The Sweet Ride)
- 1968 : L'Étrangleur de Boston (The Boston Strangler)

### Années 1970
- 1970 : Tora! Tora! Tora!

## Distinction
- 1943 : Oscar des meilleurs décors (partagé), catégorie Couleur, pour Mon amie Sally